# Castle Donovan

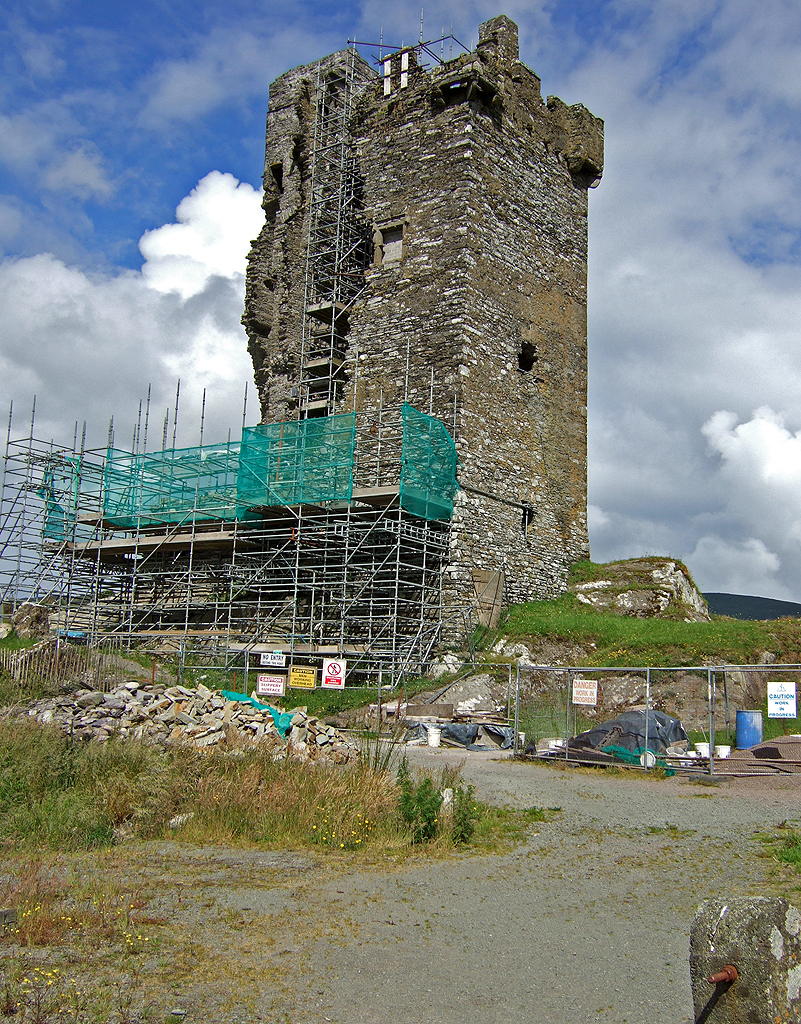
Bauarbeiten an Castle Donovan 2007

Castle Donovan (irisch-gälisch: Caisleán Uí Dhonnabháin), auch Castledonovan oder O’Donovan’s Castle, ist die Ruine eines Tower House in einem Tal beim Dorf Dirmoleague im irischen County Cork. Eine Zeitlang im 16. Jahrhundert war die Burg Sitz der Clann-Cathail-Sippe der Familie O’Donovan. Der ursprüngliche Name der Burg, als die O’Donovans vor dem 17. Jahrhundert dort lebten, war „Sowagh“ (auch „Sooagh“ oder „Suagh“). Der Name „Castle Donovan“ nach dem Manor of the Castle of O’Donovan ist mit der Wiederverleihung durch König Jakob II. von England 1615 verbunden. Etwa 18 Meter hoch sitzt Castle Donovan auf einem großen Felsen, der den Erdgeschossboden bildet, am Ufer des River Ilen. Man glaubt, dass es von 1560 bis 1584 für Donal of the Hides, Lord of Clancahill, erbaut oder mindestens erweitert wurde. Sein Sohn, Donal II. O'Donovan, ließ einige Jahrzehnte später das Gebäude reparieren und verändern, lebte aber zu dieser Zeit nicht dort. Man denkt, dass bereits sein Vater in der ersten Dekade des 17. Jahrhunderts den Familiensitz in das profitablere Rahine Manor an der Meeresküste verlegt hatte, um die Seefahrtsinteressen der Familie zu verteidigen.
Nach der Sage wurde das Tower House Ende der 1640er-Jahre von den Soldaten Oliver Cromwells schwer beschädigt und mit Pulver gesprengt, als Rache dafür, dass Donal III. O’Donovan sich dem Haus Stuart anschloss, und für seine Verwicklung in die Rebellion und das Massaker von 1641; seit dieser Zeit war es unbewohnbar.
1834 veröffentlichte Philip Dixon Hardy im Dublin Penny Journal einen Bericht über seine Reise 1828 in das „Vale of Castle Donovan“ und fügte eine Zeichnung bei, auf der man noch viele der Nebengebäude sehen kann. Er schrieb:

„(…) Es ist schwierig, an etwas Wilderes, Trostloseres oder Einsameres zu denken als dieses wilde Tal. (…) Ich erreichte die Höhe, die es beherrscht, von Osten her, etwa um zwei [Uhr] Nachmittags eines warmen, sonnigen Tages. Bäume gibt es keine in der Gegend und der heideartige Bewuchs der Hügel konnte keine Spuren der fortgeschrittenen Jahreszeit zeigen. In der Mitte des Tales unter mir war der hohe, befestigte Turm; eine ausgedehnte, feuchte Wiese lag dahinter, begrenzt von den steilen, felsigen Hügeln von Mullaugh-Nesha und ihren spitzen Brüdern.“

Die Einfriedung des Tower House und die Nebengebäude existieren heute nicht mehr, aber über 2/3 des Turms sind noch erhalten geblieben. Die Explosion im 17. Jahrhundert hinterließ nur eine kleine Aussplitterung an der Südwestecke, verursachte aber riesige Risse im Mauerwerk, wodurch der ganze Turm nicht mehr standfest war. Über zwei Jahrhunderte später stürzten die gesamte Westmauer (mit Ausnahme der Wendeltreppe) und ein Großteil der Südmauer ein. Zwischen 2001 und 2014 wurde Castle Donovan vom Office of Public Works gesichert. Castle Donovan ist als National Monument gelistet.